# Pissoir
Et pissoir er et offentligt rum, hvori mænd kan forrette deres vandladning. Rummet er indrettet med urinaler eller en eller flere pisserender, der er som regel også en eller flere håndvaske med sæbeautomater og spejl. Mange steder findes der også kondomautomater.
En tilsvarende indretning for kvinder kaldes et missoir. Det blev foreslået i København i 2012, men først i juli 2022 blev et test-missoir opstillet ved Nørreport Station.
I Frankrig kaldes et udendørs pissoir for et vespasienne. I 1879 kunne et mindre vespasienne koste et par tusind franc. Nogle havde gaslygter. Driften betaltes af reklamer.